# Walter Tewksbury
Walter Beardsley Tewksbury (ur. 21 marca 1876 w Ashley w Pensylwanii, zm. 24 kwietnia 1968 w Tunkhannock w Pensylwanii) – amerykański lekkoatleta: sprinter i płotkarz.
Dwukrotny złoty (bieg na 200 metrów, bieg na 400 metrów przez płotki), dwukrotny srebrny (bieg na 60 metrów, bieg na 100 metrów) i brązowy (bieg na 200 metrów przez płotki) medalista igrzysk olimpijskich w Paryżu (1900).
W 1899 ukończył studia dentystyczne na University of Pennsylvania.
Podczas igrzysk olimpijskich w Paryżu Tewksbury rywalizował głównie z kolegą z University of Pennsylvania Alvinem Kraenzleinem. Przegrał z nim na 60 m i na 200 m przez płotki. Na 100 m wyrównał rekord świata (10,8 s) w półfinale, a w finale zajął 2. miejsce za Frankiem Jarvisem. Zwyciężył natomiast w biegu na 200 m przed Normanem Pritchardem z Indii Brytyjskich oraz w biegu na 400 m przez płotki, w którym płotki były zrobione ze słupów telegraficznych, a ostatnią przeszkodą był rów z wodą (podobnie jak obecnie w biegu na 3000 metrów z przeszkodami).
Po powrocie do Stanów Zjednoczonych nie uprawiał wyczynowo sportu, lecz podjął praktykę dentystyczną w Tunkhannock, którą prowadził przez 34 lata.

## Rekordy życiowe
źródło:
- 100 m – 10,8 s. (1900)
- 200 m – 22,1 s. (1898)
- 400 m ppł – 57,6 s. (1900)